# Pièce de 20 dollars américains Saint-Gaudens
La pièce de 20 dollars américains Saint-Gaudens est une pièce d'or de vingt dollars, ou double eagle, produite par la Monnaie des États-Unis de 1907 à 1933. La pièce est nommée d'après son concepteur, le sculpteur Augustus Saint-Gaudens, qui conçoit l'avers et le revers. Elle est considérée par beaucoup comme la plus belle des pièces américaines.
En 1904, le président Theodore Roosevelt cherche à embellir la monnaie américaine et propose Saint-Gaudens comme artiste capable de cette tâche. Bien que le sculpteur ait eu de mauvaises expériences avec la Monnaie et son graveur en chef, Charles E. Barber, Saint-Gaudens accepte l'appel de Roosevelt. Le travail est soumis à des retards considérables en raison du déclin de la santé de Saint-Gaudens et de difficultés liées au relief élevé de son dessin. Saint-Gaudens décède en 1907, après avoir conçu l'eagle (pièce de 10 dollars) et le double eagle, mais avant que les dessins ne soient finalisés pour la production.
Après que plusieurs versions du dessin de la pièce s'avèrent trop difficiles à frapper, Barber modifie le dessin de Saint-Gaudens, abaissant le relief pour que la pièce puisse être frappée d'un seul coup. Lorsqu'elles sont enfin émises, elles sont controversées car elles ne portent pas la mention « In God We Trust », et le Congrès intervint pour exiger l'utilisation de la devise. La pièce est frappée, principalement pour une utilisation dans le commerce international, jusqu'en 1933. Le double eagle de 1933 est l'une des pièces américaines les plus précieuses, l'unique exemplaire actuellement connu étant vendu en 2002 pour 7 590 020 $.

## Contexte
Le double eagle, ou pièce de vingt dollars, est émis pour la première fois en 1850 ; son autorisation par le Congrès est une réponse à la quantité croissante d'or disponible à la suite de la ruée vers l'or de Californie. Le double eagle Liberty head qui en résulte, conçu par le graveur de la Monnaie James Longacre, est frappé pour le reste du XIXe siècle, bien que le dessin soit modifié plusieurs fois. En raison de sa très forte valeur faciale, équivalente à plusieurs centaines de dollars aujourd'hui, la pièce ne circule pas beaucoup, mais c'est celle qui est le plus souvent utilisée pour les grandes transactions internationales, pour lesquelles le règlement doit se faire en or. Dans l'Ouest, où les pièces d'or ou d'argent sont préférées à la monnaie papier, dont l'utilisation est illégale en Californie à la suite de la ruée vers l'or, les pièces sont en circulation.

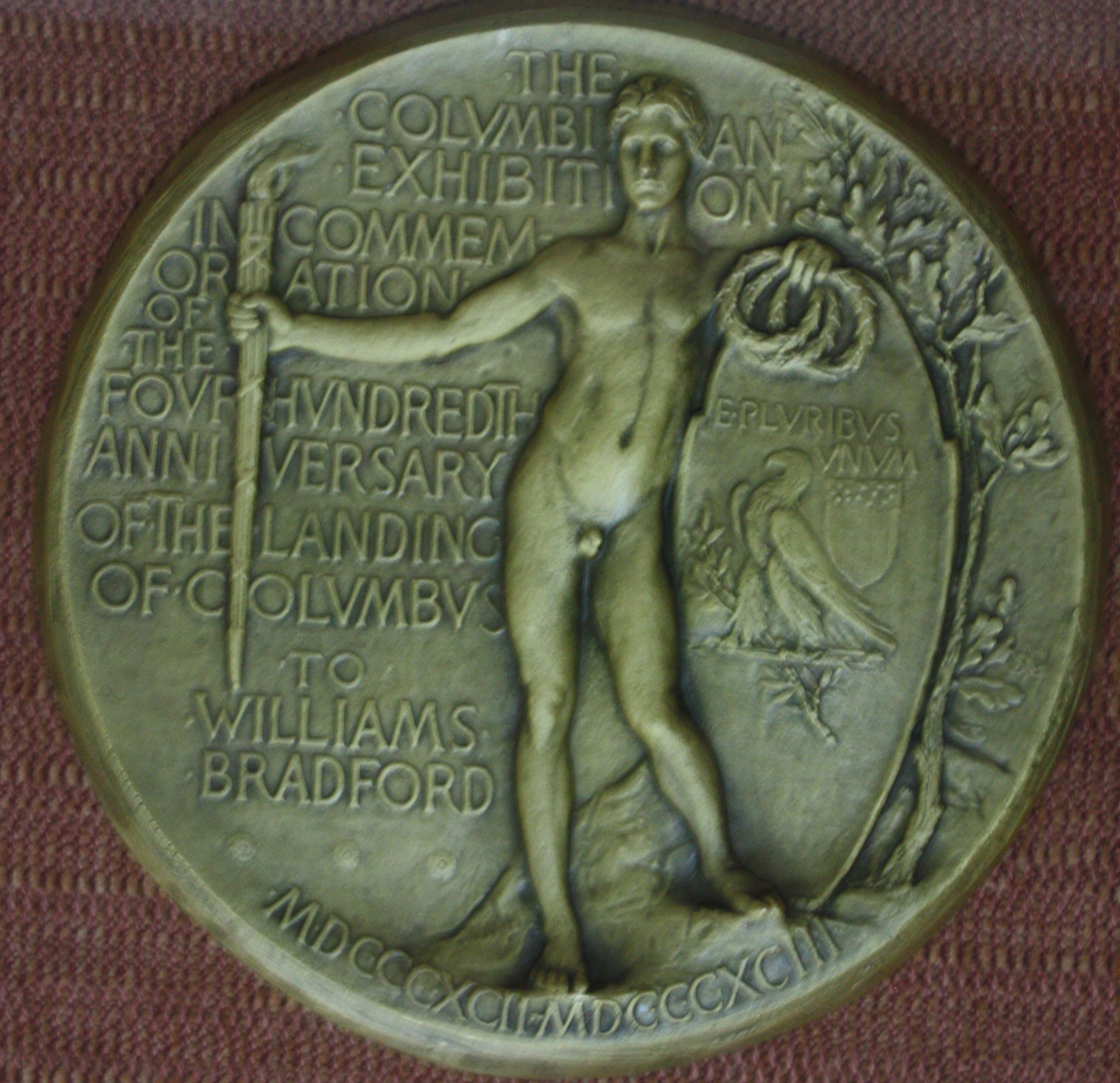
Le dessin du revers, rejeté, de Saint-Gaudens pour la médaille de l'Exposition universelle de Chicago.

Le premier contact du sculpteur Augustus Saint-Gaudens avec la Monnaie remonte à 1891, lorsqu'il fait partie d'un comité chargé de juger les propositions pour la nouvelle monnaie en argent. La Monnaie n'offre qu'un petit prix au gagnant, et tous les artistes invités (y compris St. Gaudens lui-même) refusent de soumettre des propositions. Le concours est ouvert au public, et le comité de jugement (composé de Saint-Gaudens, du graveur de la Monnaie Charles E. Barber et du graveur Henry Mitchell) ne trouve aucune proposition convenable. Cela ne surprend pas Saint-Gaudens, qui dit au directeur de la Monnaie Edward O. Leech qu'il n'y a que quatre hommes dans le monde capables d'un tel travail, dont trois sont en France et que Saint-Gaudens est le quatrième. Barber, qui est chef graveur depuis 1879, estime que Saint-Gaudens exagère, et qu'il n'y a qu'un seul homme capable d'un tel travail monétaire, Barber lui-même. Leech réagit à l'échec du concours en demandant à Barber de préparer de nouveaux dessins pour le dime, le quart de dollar et le demi-dollar, ce qui donne naissance à la monnaie Barber (en), une émission qui suscite une considérable insatisfaction publique.
En 1892, on a demande à Saint-Gaudens de concevoir la médaille officielle de l'Exposition universelle de Chicago ; elle serait remise aux exposants lauréats. L'avers du dessin de Saint-Gaudens, montrant Christophe Colomb, ne fait pas controverse ; son revers, qui présente un jeune homme nu portant une torche et des couronnes pour récompenser les vainqueurs, est attaqué par l'agent postal censeur, Anthony Comstock, comme obscène. Les directeurs de l'exposition retirent rapidement le design du revers et le remplacent par un autre créé par Barber qui, selon l'historien numismatique Walter Breen, est « remarquable seulement par sa banalité ». Saint-Gaudens, furieux, jure de ne plus travailler avec la Monnaie ou ses employés, et pendant la décennie suivante, il refuse toutes les commandes qui pourraient le mettre en contact avec cette organisation.

## Création

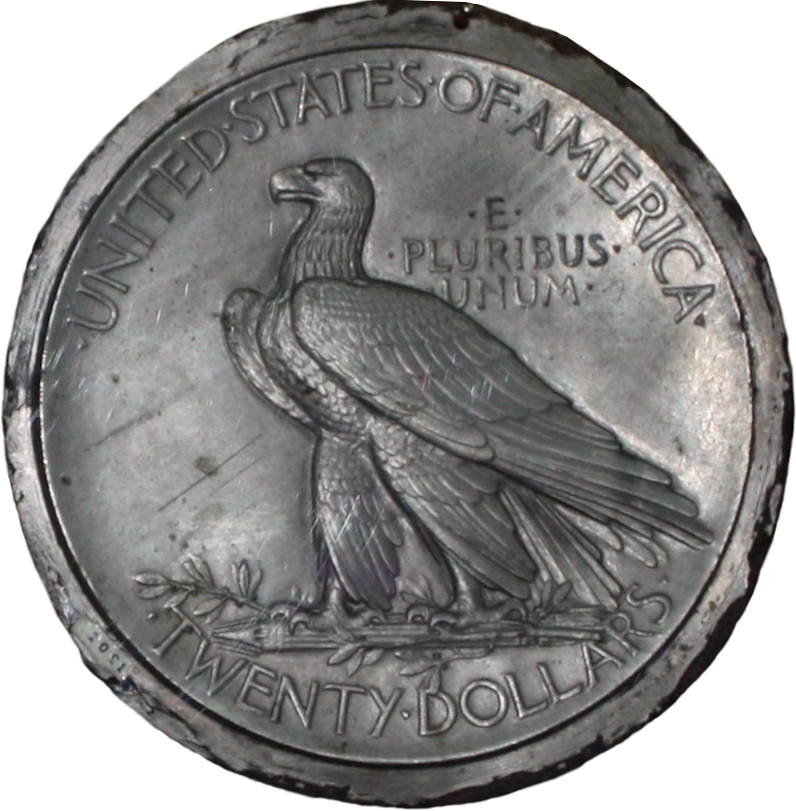
Un des premiers concepts pour l'avers du double eagle par Augustus Saint-Gaudens.

Le 27 décembre 1904, le président Theodore Roosevelt, un ami personnel d'Augustus Saint-Gaudens, écrit à son secrétaire au Trésor, Leslie Mortier Shaw : « Je pense que l'état de notre monnayage est artistiquement d'une hideur atroce. Serait-il possible, sans demander la permission du Congrès, d'employer un homme comme Saint-Gaudens pour nous donner un monnayage qui aurait un peu de beauté » ? Roosevelt fait écrire au directeur de la Monnaie, George E. Roberts, à Saint-Gaudens, qui répond : « Je suis extrêmement intéressé par la question des nouveaux designs du monnayage... cela me ferait, je vous assure, grand plaisir de participer à l'obtention d'un travail de qualité ». Roosevelt incite la Monnaie à engager Saint-Gaudens pour redessiner certaines des pièces qui peuvent être modifiées sans nécessiter l'approbation du Congrès, le cent et les quatre pièces d'or. Aucune pièce américaine n'a jamais été conçue par quelqu'un d'autre qu'un employé de la Monnaie.
En novembre 1905, Roosevelt écrit à Saint-Gaudens pour demander comment se déroule la frappe des pièces d'or. Le président mentionne qu'il a examiné des pièces d'or de la Grèce antique et que les plus belles sont en haut-relief. Le président suggère que les nouveaux designs pourraient être en haut-relief, avec une bordure haute pour les protéger. Saint-Gaudens répond en étant d'accord avec Roosevelt et propose un design pour le double eagle : « Une sorte de figure (éventuellement ailée) de la Liberté, marchant comme si elle était au sommet d'une montagne, tenant en l'air un bouclier portant les étoiles et les rayures avec le mot Liberty marqué à travers le champ ; dans l'autre main, peut-être une torche flamboyante, la draperie [de la robe de la Liberté] flotterait dans la brise. Mon idée est d'en faire une chose vivante et typique du progrès ».

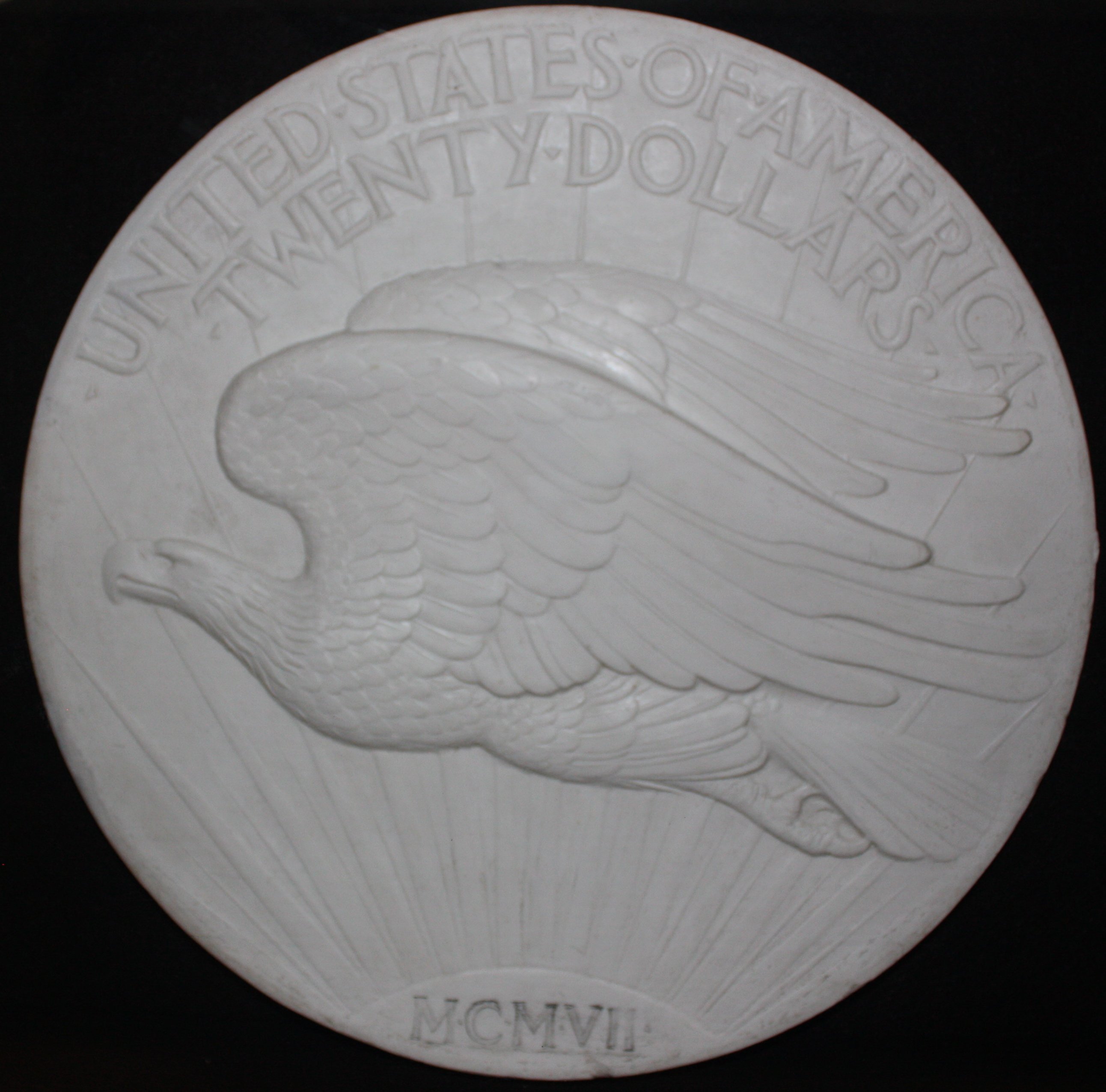
Modèle préliminaire pour le revers du double eagle, affichant la date en chiffres romains.

Le 2 janvier 1906, Saint-Gaudens écrit à Shaw, se demandant si un haut relief est pratique pour les pièces frappées à la Monnaie. Shaw ne répond pas immédiatement, mais rencontre plutôt Roosevelt, qui écrit qu'il n'y a aucune objection à ce que les pièces, dont beaucoup seraient stockées dans des coffres de banque et ne circuleraient pas, soient « aussi artistiques que les Grecs pourraient le désirer ». Roosevelt obtient le soutien de Shaw pour la refonte, bien que, comme l'écrit le président à Saint-Gaudens, « bien sûr, il pense que je suis un lunatique cinglé sur le sujet ». Shaw écrit au sculpteur le 13 janvier, reproduisant une copie d'une lettre du directeur Roberts qui met en garde, disant que « le jugement de l'autorité de tous les pays est que les pièces modernes doivent avoir un faible relief », mais comme le président est en désaccord avec l'avis de Roberts, Saint-Gaudens peut procéder avec un dessin en haut relief. Le numismate Roger W. Burdette commente : « C'est aussi l'un de ces moments où les egos impérieux de l'artiste et du président auraient peut-être dû accorder une plus grande attention aux commentaires du directeur Roberts. En continuant avec le design dans un relief qui n'était pas monnayable, Saint-Gaudens a perdu sa meilleure chance d'explorer les limites de l'art sur les pièces de monnaie en circulation ».
Saint-Gaudens écrit à Roosevelt plus tard en janvier : « Quoi que je produise, cela ne peut pas être pire que les niaiseries actuellement affichées sur nos pièces ». Cependant, Saint-Gaudens prévoit une résistance de Barber, qui « est dans cette institution depuis la fondation du gouvernement et sera trouvé debout dans ses ruines ». En mai 1906, le sculpteur dit à Roosevelt qu'il a envoyé un assistant à Washington pour obtenir les détails techniques de la refonte, mais « si vous réussissez à avoir le dessus sur le poli M. Barber ou sur les autres responsables, vous aurez accompli une œuvre plus grande que la réalisation du canal de Panama. Néanmoins, je persévérerais, même jusqu'à la mort ».
En mai 1906, Saint-Gaudens demande au secrétaire Shaw s'il y une objection à avoir la date en chiffres romains. Shaw répond que « nous fabriquons des pièces pour le peuple des États-Unis, je pense que nous devrions nous en tenir à la langue anglaise. J'ai rappelé à nos architectes que je renverrais le premier qui mettrait un V sur un bâtiment public là où un U est prévu ». Cependant, Roosevelt passe outre l'objection de Shaw et le sculpteur procède à l'utilisation des chiffres romains.

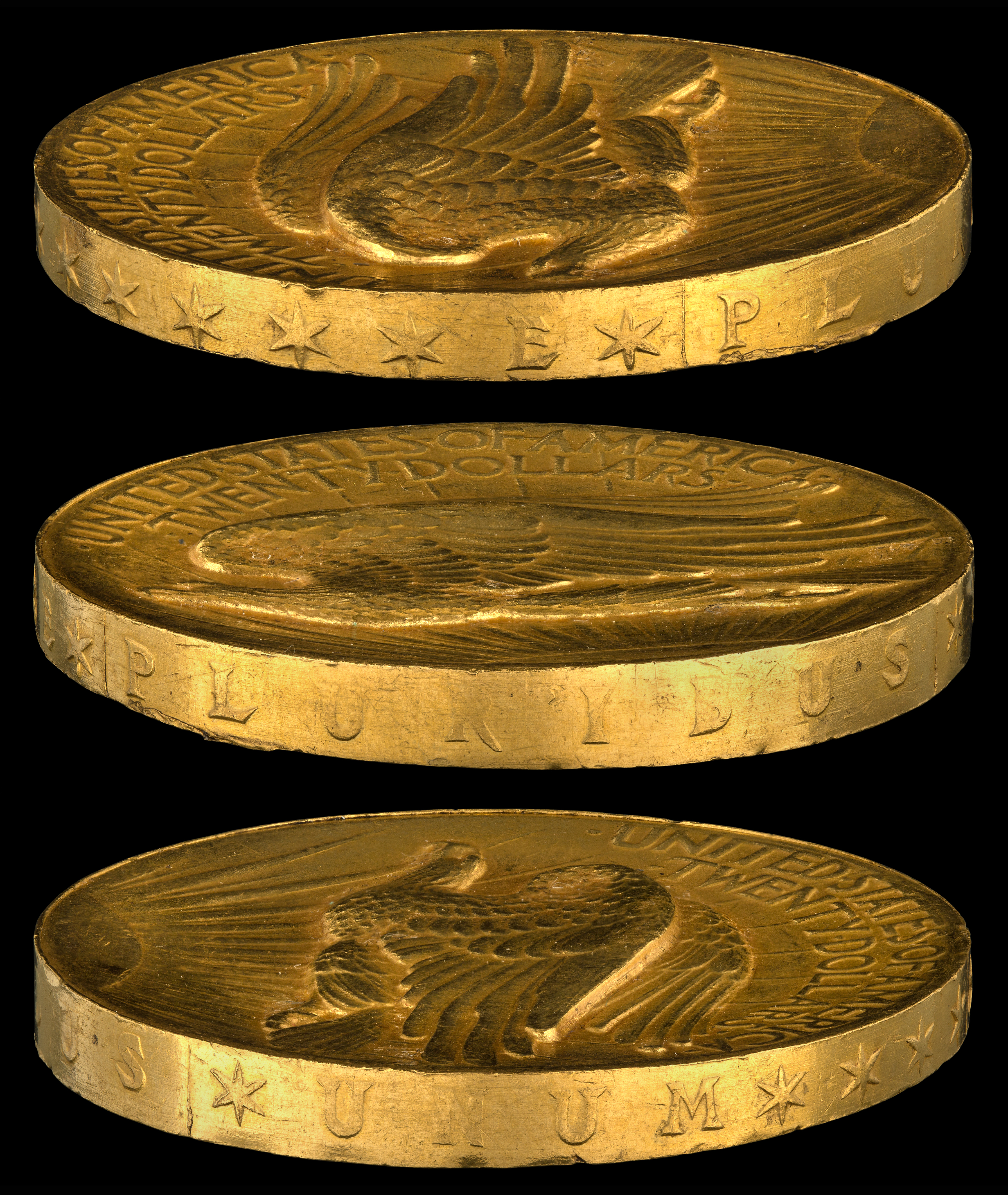
Tranche du double eagle de 1907 « à haut relief » montrant l'inscription sur le bord et les détails de la surface.

Saint-Gaudens conçoit initialement un dessin d'aigle en vol pour le cent, mais l'adapte pour la pièce de vingt dollars après avoir appris que, selon la loi, il ne doit pas y avoir d'aigle sur la pièce de 1 cent. La santé de Saint-Gaudens se détériore tout au long de 1906, et le cancer qui va le tuer le force à confier à son assistant, Henry Hering, de nombreux détails du travail. Il fait faire les modèles des pièces à Paris, plutôt qu'à la Monnaie, afin de contourner toute objection éventuelle. Ce n'est qu'en décembre 1906 que Roosevelt reçoit enfin les modèles du travail de Saint-Gaudens, et il écrit au sculpteur malade : « J'ai instruit le directeur de la Monnaie que ces coins doivent être reproduits aussi rapidement que possible et exactement comme ils sont. C'est tout simplement splendide. Je suppose que je vais être destitué pour cela par le Congrès, mais je le considère comme un paiement très bon marché » !
L'avers de la conception finale de Saint-Gaudens montre une figure féminine de la Liberté, qui représente également la victoire. Saint-Gaudens base son dessin sur la figure féminine qu'il a conçue pour le monument de la ville de New York au général William Tecumseh Sherman, mais l'inspiration ultime du sculpteur est la Victoire de Samothrace. La figure pour le monument Sherman est celle de Hettie Anderson (en), l'un des modèles préférés de l'artiste. Sur la pièce, la Liberté tient une torche dans une main, représentant l'illumination ; une branche d'olivier dans l'autre, symbole de la paix. Elle marche sur un éperon rocheux ; derrière elle se trouvent le Capitole des États-Unis et les rayons du soleil. La figure est entourée de 46 étoiles, une pour chacun des États en 1907. Le revers est une vue latérale d'un aigle en vol, vu légèrement par en dessous, avec un soleil levant et ses rayons derrière lui, complétant la conception de l'avers. La tranche porte l'inscription « E Pluribus Unum ». Saint-Gaudens estime qu'il ne peut pas placer une troisième ligne de texte sur le revers sans déséquilibrer la composition, et l'avers manque de place pour la devise, elle est donc placée sur la tranche.

## Du dessin à la pièce
Le graveur de la Monnaie, Charles E. Barber, suit de près l'évolution du projet et écrit au directeur par intérim de la Monnaie, Robert Preston, le 26 novembre 1906 :

« [Saint-Gaudens] parle tellement d'expériences, peut-être que pour lui c'est le cas, mais pour nous, ce n'est pas une expérience, car nous sommes tout aussi certains que le relief de son aigle ne pourra jamais être frappé, que nous sommes certains que le soleil se lèvera chaque matin, et le seul objectif dans tout ce trouble et ce gaspillage d'argent est de convaincre ceux qui ne seront convaincus d'aucune autre manière... Je pense que notre ami [Saint-Gaudens] joue un jeu... mais notre volonté, voire plus, notre désir de laisser le travail raconter sa propre histoire a plutôt démasqué son jeu, et il n'est pas prêt à le montrer, et donc il économise son souffle ou son temps. »

En réponse à la lettre de Barber, Preston avertit Saint-Gaudens qu'il n'y a aucune presse nulle part, dans les ateliers de monnaie ou chez les orfèvres, qui puisse obtenir le relief proposé en une seule frappe. Lorsque les modèles sont apportés à la Monnaie, Barber les examine et les rejette. Ce n'est qu'après de longues discussions qu'il accepte d'essayer. À cette époque, la Monnaie est intensément occupée à créer des designs pour de nouvelles pièces de monnaie pour Cuba et les Philippines, et Barber est réticent à perdre du temps sur ce qu'il considère comme une pièce expérimentale qui ne serait jamais frappée pour la circulation. Des coins expérimentaux sont fabriqués à partir du modèle en plâtre. Environ 24 pièces sont frappées comme prototypes ; même si la Monnaie utilise une presse à médailles réglée pour une pression maximale, il faut quand même jusqu'à neuf coups de presse pour faire apparaître pleinement le design. Ces prototypes sont aujourd'hui connus sous le nom de pièces Ultra High Relief ou Extra High Relief, et seulement une vingtaine sont connues — l'une d'entre elles est vendue aux enchères en 2005 pour 2 990 000 $. Le 8 mai 1907, le Président signale à Saint-Gaudens qu'il s'est avéré jusqu'à présent impossible de frapper les pièces d'un seul coup, ce qui est nécessaire dans les conditions de fabrication des pièces de monnaie. Le 11 mai 1907, Saint-Gaudens répond qu'il est désolé que la frappe de la matrice n'ait pas donné de meilleurs résultats et que de toute évidence, il n'est pas aisé de faire concorder l'art grec avec la numismatique moderne.

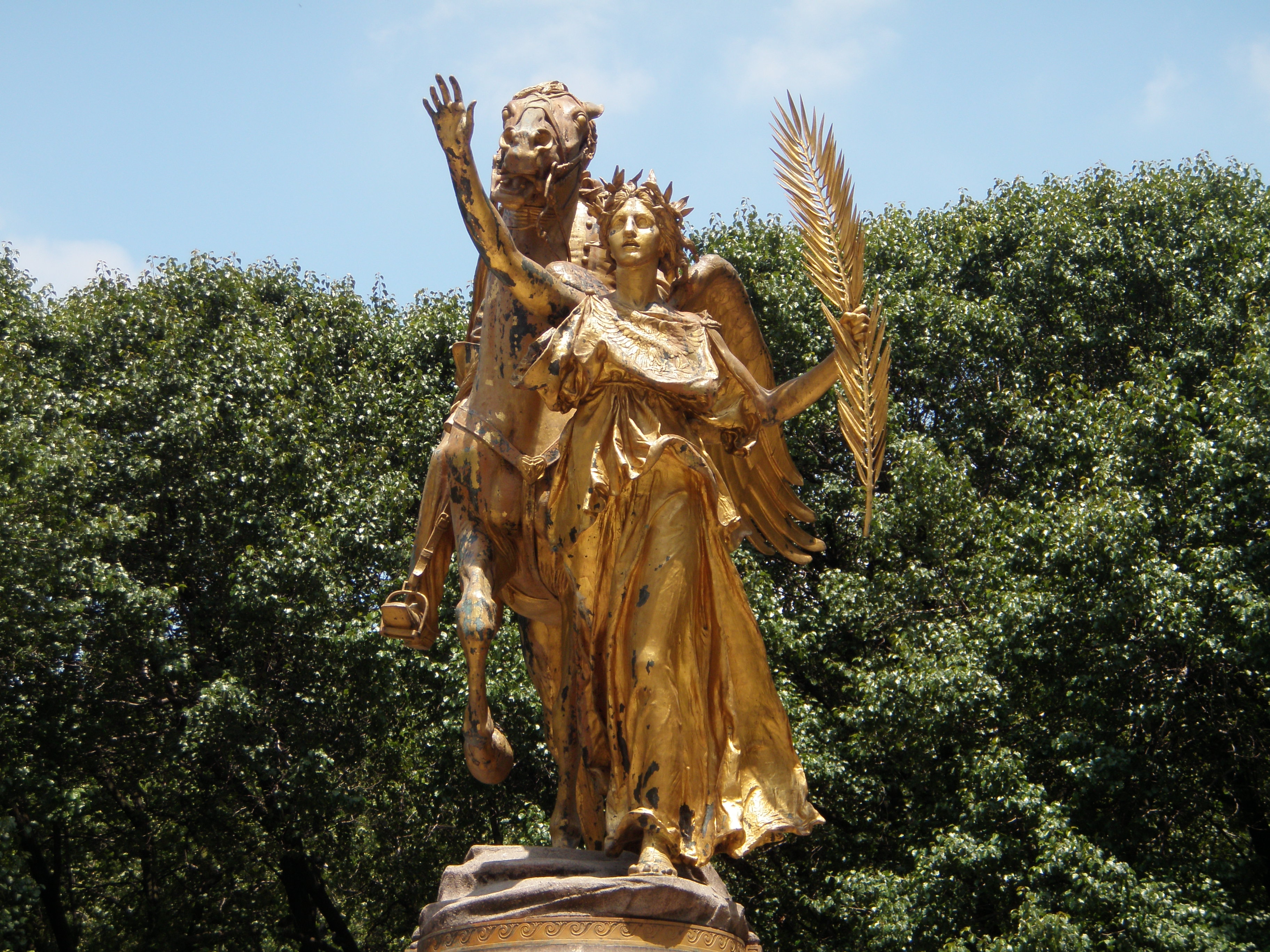
La statue de la Victoire de Saint-Gaudens de 1902, faisant partie du monument Sherman à New York, est utilisée pour la conception de la Liberté sur l'avers du double eagle.

Une deuxième série de coins est produite avec un relief réduit, qui s'avère toujours trop élevée pour une frappe pratique, nécessitant trois coups de presse pour faire apparaître pleinement le design. Saint-Gaudens a produit les modèles de ces pièces dans l'idée erronée que les premières pièces ont été frappées sur une presse de production, plutôt que sur la seule presse à médailles de la Monnaie, et donc qu'il ne faut apporter que de légères modifications. Lorsque Saint-Gaudens meurt le 3 août 1907, son assistant, Henry Hering (en) travaille sur un troisième modèle. Incertain de l'endroit où trouver Hering, Roosevelt ordonne au nouveau Secrétaire du Trésor, George Cortelyou, de faire finaliser le design par la Monnaie et de mettre la pièce en circulation pour 1er septembre. Barber est rappelé de ses vacances à Ocean Grove, dans le New Jersey, pour se conformer à l'ordre du Président. Barber affirme au surintendant de la Monnaie de Philadelphie, John Landis, le 14 août, que ce que Roosevelt veut est impossible ; il n'a ni coins ni aucune idée claire de la manière dont Saint-Gaudens a prévu de réduire le relief. Le graveur en chef de la Monnaie allègue qu'il ne peut prendre aucune mesure à l'égard du double eagle. Le 28 septembre, Hering apparaît enfin à la Monnaie avec un nouvel ensemble de modèles, que Barber rejette à nouveau rapidement. Barber signale à Preston qu'après examen, il est constaté que le relief des modèles est tel qu'il serait inutile de faire des réductions pour la frappe, car il serait tout à fait impossible de frapper lorsque les coins seraient faits. Barber commence à travailler sur sa propre version à bas-relief du design de Saint-Gaudens.
En août 1907, Roosevelt nomme Frank Leach, surintendant de la Monnaie de San Francisco, directeur de la Monnaie ; il prend ses fonctions le 1er novembre 1907. Dans ses mémoires, Leach se souvient de son entretien initial avec Roosevelt au sujet des double eagles :

« Avant même que je ne me familiarise avec mon environnement, le Président me fait venir. Au cours de l'entretien qui suit, il m'explique ce qu'il veut, ainsi que les échecs et les déceptions qu'il a connus, et commence à me conseiller sur ce que je dois faire pour accomplir le dessein déterminé en ce qui concerne la nouvelle monnaie. Au cours de cette discussion, il suggère quelques détails d'action de caractère radical pour me guider, qu'il est persuadé qu'il est nécessaire d'adopter avant que le succès puisse être obtenu. Tout cela est exprimé à sa manière énergique habituelle, soulignant de nombreux points en frappant du poing sur le bureau. »

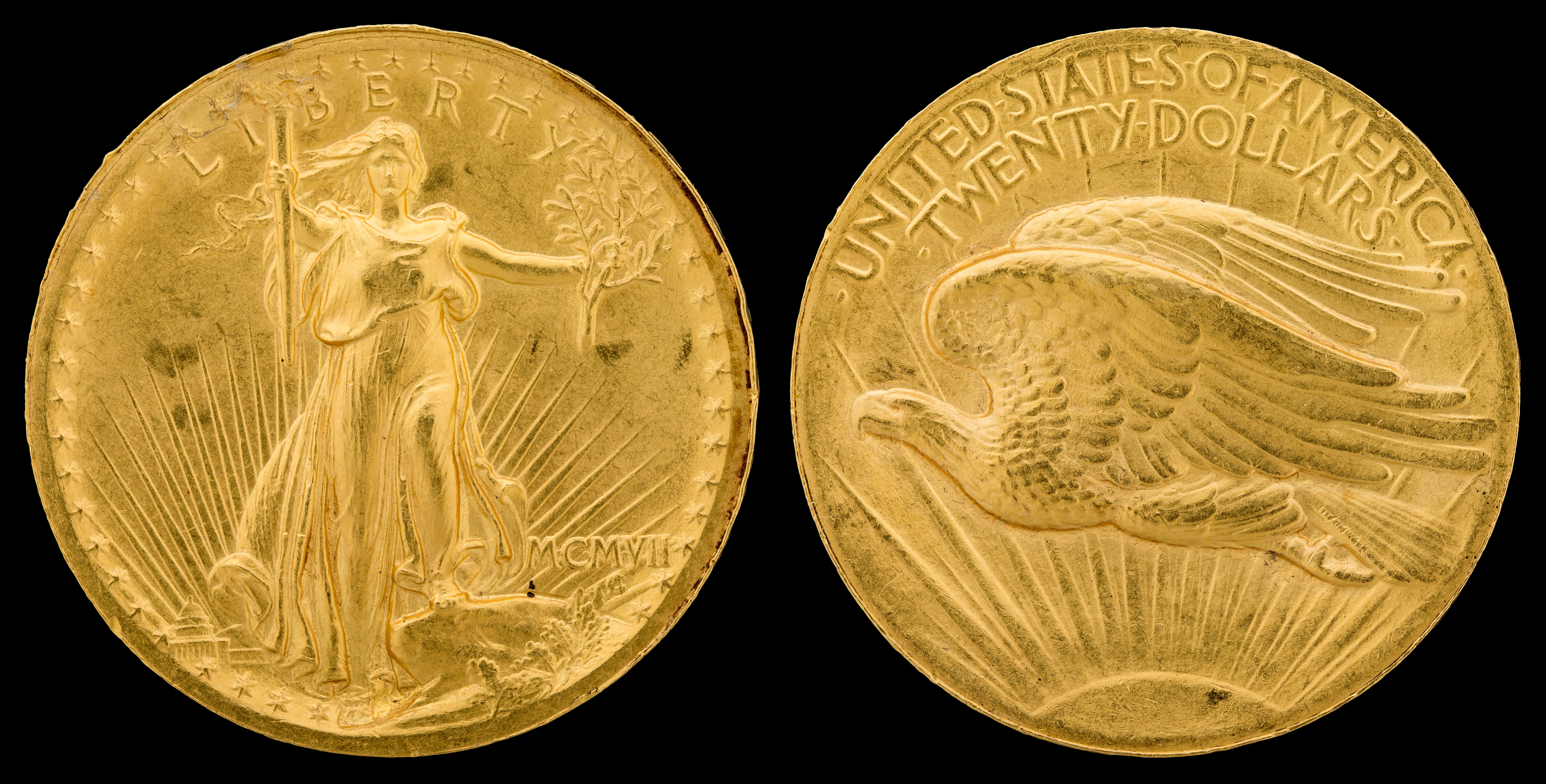
La version haut-relief du double eagle Saint-Gaudens de 1907.

Le 18 novembre, impatient, Roosevelt ordonne que le deuxième ensemble de coins soit utilisé pour frapper des pièces, ordonnant directement à la Monnaie de commencer la nouvelle émission, même s'il faut toute la journée pour frapper une pièce. Plus de 12 000 de ces pièces en relief élevé sont frappées et mises en circulation en 1907 et 1908. Barber parle des pièces en relief élevé au surintendant Landis, « M. Hart a mis le moulin en marche et je vous envoie deux pièces montrant le résultat ; celles-ci ne sont pas sélectionnées car toutes les pièces maintenant fabriquées sont identiques à ces deux-là, ce qui m'alarme car elles sont si bien faites que je crains que le Président ne demande la continuation de cette pièce particulière ». Barber achève son travail sur sa version du dessin, avec un relief considérablement abaissé, et la nouvelle pièce entre en production à grande échelle. Un total de 361 667 exemplaires du dessin révisé sont produits par la Monnaie en 1907 ; les pièces en relief bas sont mises en circulation fin décembre 1907. Les modifications de Barber sont dénoncées tant par la famille du sculpteur que par Hering. Entre autres changements, Barber remplace les chiffres romains « MCMVII » par le chiffre arabe « 1907 ». Malgré les modifications, selon R.S. Yeoman dans son Guide des pièces de monnaie des États-Unis, beaucoup considèrent les double eagles de Saint-Gaudens comme les plus belles des pièces américaines.
Dans son livre sur les refontes des pièces de monnaie américaines entre 1905 et 1908, Roger Burdette attribue des reproches à toutes les parties pour les retards dans la nouvelle pièce :

« La responsabilité de la plupart des retards dans la production de la nouvelle monnaie doit incomber au studio Saint-Gaudens pour ne pas avoir livré les modèles en temps opportun. La Monnaie échoue dans sa responsabilité de communiquer clairement au président et à l'artiste ses limitations et ses exigences techniques pour la frappe de monnaie à grande échelle. Le président Roosevelt, de même, doit assumer la responsabilité de confondre constamment le projet avec des communications contradictoires ou incomplètes à l'artiste et au Bureau de la Monnaie. »

Malgré les difficultés rencontrées avec la conception, Roosevelt est très satisfait de la nouvelle pièce. Le directeur de la Monnaie, Leach, se souvient que lorsqu'il dépose sur le bureau un échantillon de double eagle magnifiquement exécuté selon la conception de Saint-Gaudens, le président exprime son enthousiasme avec le plus grand plaisir et satisfaction. Leach est chaleureusement félicité pour son succès. En janvier 1908, le président écrit à son ami, le Dr William Sturgis Bigelow (en) :

« Je suis très heureux que vous aimiez cette pièce. Je vais avoir toutes sortes de problèmes à cause de cela, mais je ressens que ce que vous dites est vrai : c'est-à-dire que c'est la meilleure pièce frappée depuis deux mille ans, et que peu importe son sort temporaire, elle servira de modèle pour les futurs fabricants de pièces de monnaie, et qu'éventuellement, les difficultés liées à la fabrication de telles pièces seront surmontées. »

## Production

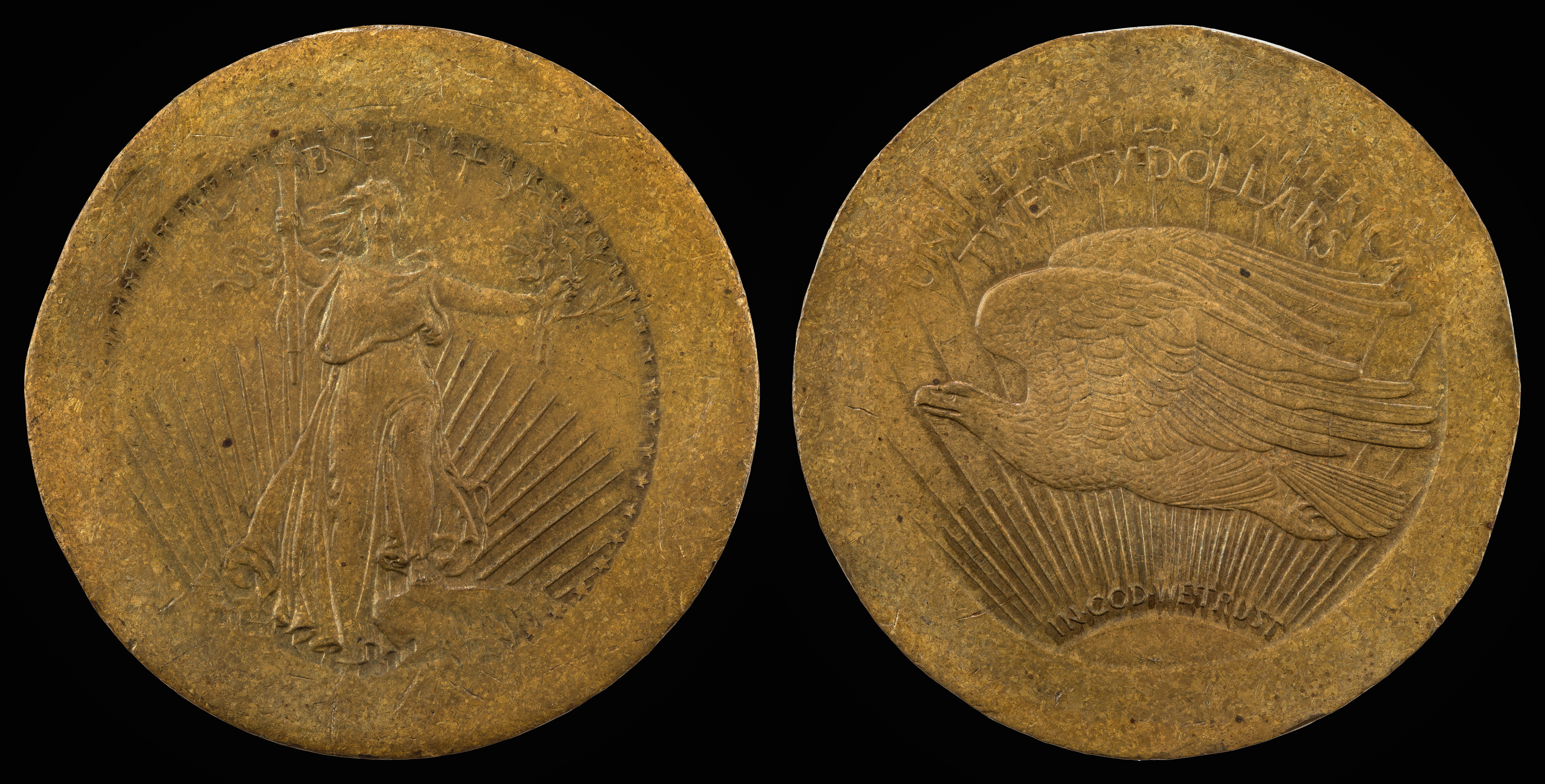
Modèle de coin frappé alors que la Monnaie se prépare à placer la mention In God We Trust sur les pièces.

Le président Theodore Roosevelt demande expressément à Augustus Saint-Gaudens de ne pas mettre In God We Trust sur la nouvelle pièce, estimant que la présence de cette devise sur les pièces est une dévalorisation du nom de Dieu, car les pièces pourraient être dépensées pour favoriser des activités criminelles. Saint-Gaudens est tout à fait disposé à omettre la devise, car il estime que les mots nuisent aux éléments du design. Il y a une protestation publique contre l'omission de la devise, et ce que Walter Breen décrit comme un Congrès « outré et furieux », ordonne que la devise apparaisse. Barber modifie donc la pièce pour inclure la devise, profitant de l'occasion pour apporter plusieurs modifications mineures au dessin, qui, selon Breen, n'améliorent pas la pièce. En 1912, deux étoiles supplémentaires sont ajoutées à l'avers pour refléter l'admission du Nouveau-Mexique et de l'Arizona à l'Union. Les étoiles existantes ne sont pas ajustées en position ; les deux nouvelles sont placées sur le promontoire en bas à droite.
La seule variété majeure de la série s'est produite en 1909, avec un 8 apparaissant sous le dernier neuf dans la date. Cela se produit probablement lorsqu'une matrice de 1908 est frappée par un coin daté de 1909. Environ la moitié des 161 282 pièces de vingt dollars frappées à Philadelphie cette année-là affichent cette particularité.
En 1916, la frappe des doubles eagles cesse, car les prix de l'or sont en hausse en raison de la Première Guerre mondiale, ce qui entraîne également une arrivée de pièces d'or américaines en provenance d'Europe. Les détenteurs de pièces d'or, tels que les banques, refusent de les payer à leur valeur nominale, et elles disparaissent de la circulation. À la suite de la guerre, la demande internationale pour la pièce est rétablie ; de nombreux Européens se méfient de leurs monnaies locales et désirent des doubles eagles à conserver. La pièce est produite en grand nombre une fois que la frappe reprend en 1920, mais elle est maintenant presque exclusivement une pièce de commerce international, ou est détenue par des banques comme garantie de certificats d'or. La pièce elle-même circule rarement aux États-Unis. Le début de la Grande Dépression en 1929 n'interrompt pas la frappe des doubles eagles, mais les pièces sont pour la plupart conservées dans les coffres du Trésor, et peu sont libérées. Beaucoup des grandes raretés de la série Saint-Gaudens proviennent de ses dernières années. Malgré une frappe de près de 1,8 million de pièces de 1929, on estime qu'il en existe aujourd'hui moins de 2 000, toutes les autres étant fondues par le gouvernement à la fin des années 1930.

## Fin de la série

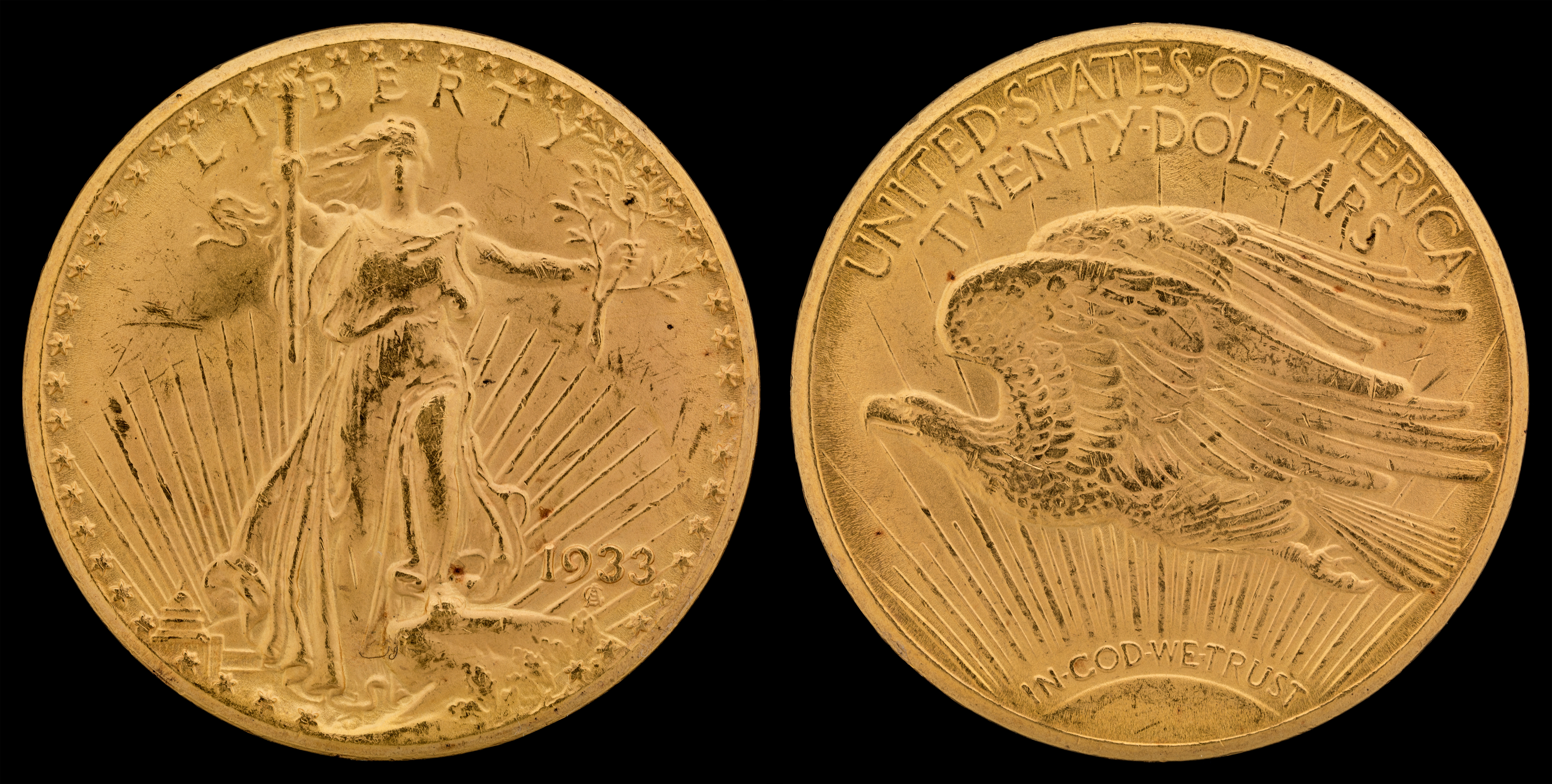
Double eagle de 1933 (spécimen du Smithsonian).

Selon l'historien numismate Roger Burdette, les premières pièces de 20 dollars de 1933 sont frappés le 2 mars 1933. Le 15 mars, 25 000 nouveaux double eagles sont livrés au caissier de la Monnaie, Harry Powell, et, selon la tradition de longue date de la Monnaie, sont disponibles pour le paiement. Cependant, le 6 mars, le nouveau président, Franklin D. Roosevelt, ordonne au Trésor de ne pas payer d'or et ordonne aux banques détenant de l'or de le transmettre à leur banque de réserve fédérale. Les numismates et les négociants en pièces sont toujours autorisés à posséder et à échanger des pièces d'or ; tous les autres doivent obtenir une licence spéciale. La frappe du double eagle continue jusqu'en mai. Le 28 décembre 1933, le secrétaire au Trésor par intérim, Henry Morgenthau, ordonne aux Américains de remettre toutes les pièces d'or et les certificats d'or, à quelques exceptions près, en échange d'argent papier. Des millions de pièces d'or sont fondues par le Trésor au cours des années suivantes. Deux double eagles de 1933 sont envoyés par la Monnaie à l'institution Smithsonian pour la Collection nationale de pièces, où ils se trouvent encore.
Le négociant en pièces et écrivain numismatique Q. David Bowers suggère qu'en dépit de l'interdiction de paiement en or, des exemplaires du double eagle de 1933 auraient pu être obtenus légalement auprès du caissier de la Monnaie, Powell, en échange de précédents double eagles. Bowers note également que le secrétaire au Trésor, William Woodin, est un numismate qui, en plus de collectionner des pièces, écrit des livres sur le sujet. Le négociant William Nagy se souvient avoir rendu visite au secrétaire Woodin et avoir vu cinq double eagles de 1933, le secrétaire déclarant en avoir plusieurs autres.
Au début des années 1940, entre huit et dix exemplaires sont connus ; deux d'entre eux sont vendus par le négociant texan B. Max Mehl. En 1944, un journaliste demande à la Monnaie des informations sur les double eagles de 1933. Les responsables de la Monnaie ne trouvent aucun enregistrement de l'émission de ces pièces et concluent que celles entre les mains de particuliers ont été obtenues illégalement. Au cours des années suivantes, le Secret Service saisit plusieurs exemplaires, qui sont ensuite fondus. Une pièce, cependant, se retrouve entre les mains du roi Farouk d'Égypte, qui obtient même une licence d'exportation américaine pour la pièce. Ce qu'il advient de la pièce de Farouk après sa mort n'est pas clair, mais elle refait surface à la fin des années 1990. Lorsqu'elle est amenée à New York pour être vendue à un acheteur potentiel, elle est saisie par les autorités américaines. Après une action en justice, un compromis est trouvé pour permettre la mise aux enchères de la pièce, avec les recettes partagées également entre le gouvernement et les propriétaires privés. En 2002, elle est vendue aux enchères par Sotheby's pour 7 590 020 $, incluant 20 $ payés au gouvernement fédéral pour monétiser une pièce que celui-ci prétend n'avoir jamais officiellement émise. Elle est revendue en 2021 pour 18,9 millions de dollars.
En 2004, 10 exemplaires du double eagle de 1933 sont soumis à la Monnaie pour authentification par les héritiers d'un bijoutier de Philadelphie qui pourrait être impliqué dans leur obtention de la Monnaie en 1933. La Monnaie les authentifie et refuse de les rendre. Les héritiers intentent un procès contre le gouvernement en 2006, et un juge fédéral ordonne au gouvernement de déposer une action en confiscation concernant les pièces. Le gouvernement intente une telle action en 2009 ; elle est jugée devant le tribunal de district des États-Unis pour le district est de la Pennsylvanie à partir du 7 juillet 2011. Le 21 juillet, un jury décide que les pièces ont été légalement saisies par le gouvernement fédéral. Le juge Legrome D. Davis confirme ce verdict de jury le 29 août 2012. Le 17 avril 2015, un panel de la Cour d'appel des États-Unis pour le troisième circuit statue que le gouvernement n'a pas déposé son action en confiscation en temps voulu, et que les héritiers ont droit aux pièces. Cette décision est annulée par la cour le 28 juillet 2015, et l'affaire est renvoyée pour un nouvel examen. Le 1er août 2016, le troisième circuit statue en faveur du gouvernement, confirmant le verdict du jury. Les héritiers demandent à la Cour suprême de revoir l'affaire le 4 novembre de cette année-là, mais celle-ci refuse de l'entendre le 21 avril 2017, mettant fin à l'affaire.

## Réutilisation du dessin

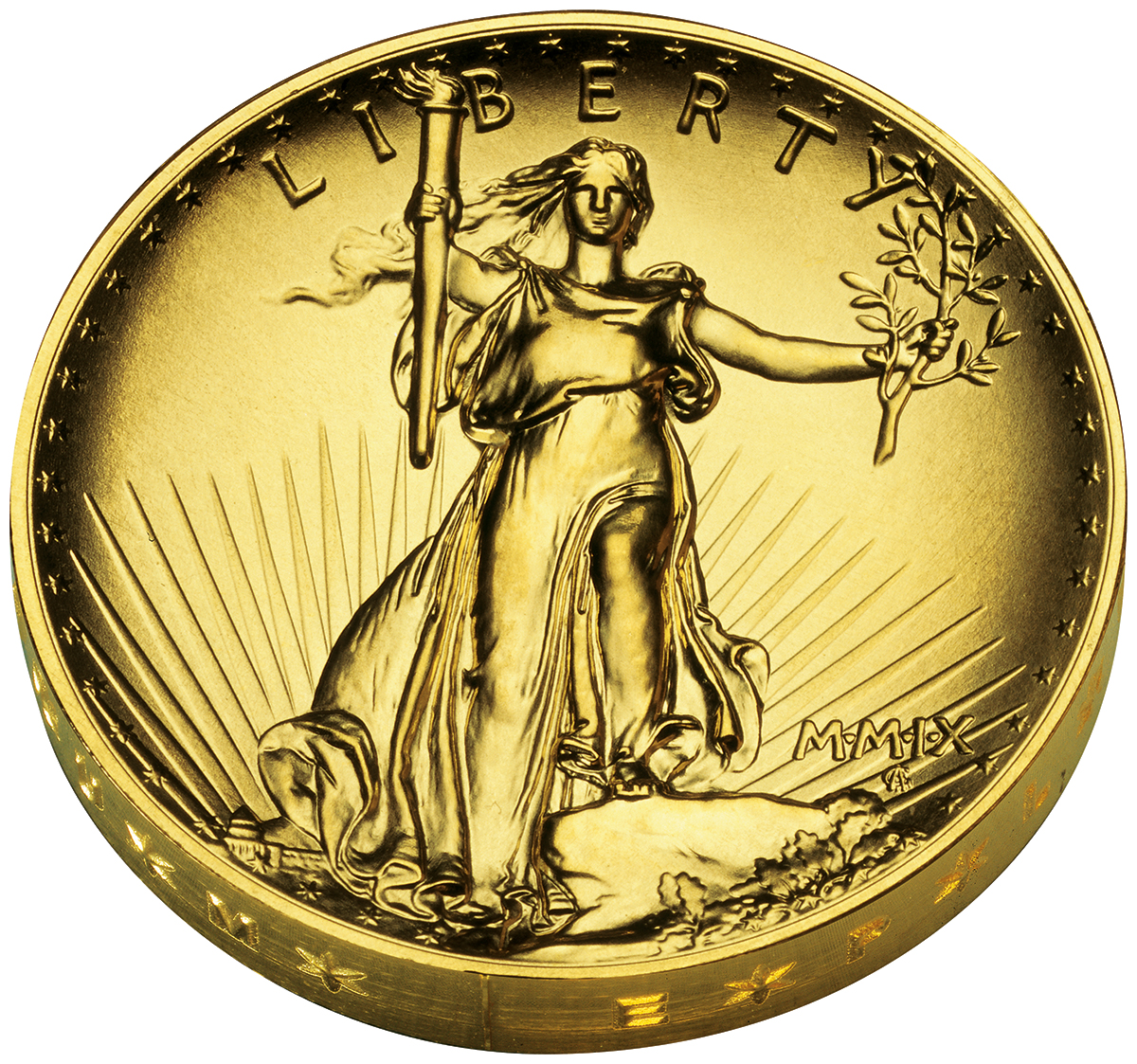
La réédition de 2009 à diamètre réduit du dessin de Saint-Gaudens.

Le revers de la pièce est apparu sur les pièces d'or d'investissement américaines émises depuis 1986. Le dessin original de Saint-Gaudens est réutilisé, avec l'ajout de deux étoiles à côté des deux que Barber ajoute en 1912, reconnaissant l'admission de l'Alaska et d'Hawaï à l'Union. Le revers de Saint-Gaudens n'est pas utilisé, laissant sa place à la représentation par le sculpteur Miley Busiek d'une famille d'aigles.
En 1907, la Monnaie expérimente en frappant une vingtaine de pièces du même poids que le double eagle, portant le dessin de Saint-Gaudens, mais avec un flan plus petit et plus épais. Ces pièces d'essai sont détruites (sauf deux, placées dans la collection de la Monnaie) lorsqu'il est découvert que le consentement du Congrès est nécessaire pour changer le diamètre de toute pièce.
En 2009, la Monnaie frappe une pièce similaire en or, utilisant le dessin ultra high relief original de Saint-Gaudens pour les deux côtés de la pièce, bien que modifié pour un avers à 50 étoiles. Ces pièces contiennent une once d'or, légèrement plus que le double eagle original.

## Frappes et rareté

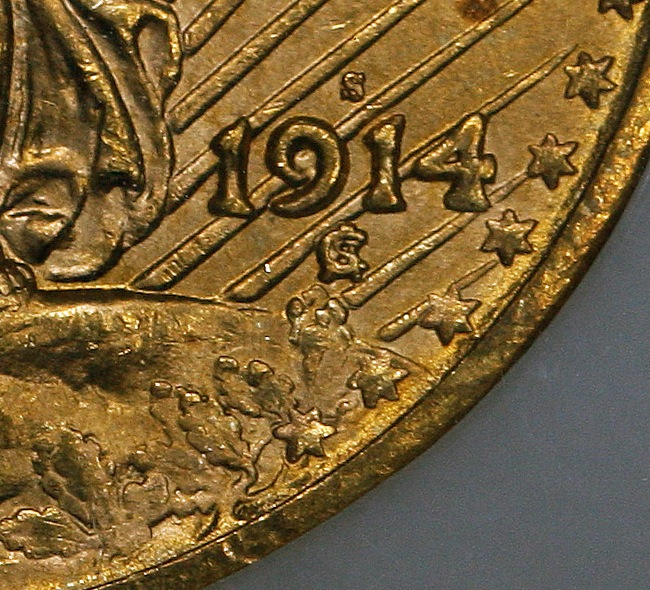
Détail d'un double eagle 1914-S montrant le différent au-dessus de la date, le monogramme de Saint-Gaudens en dessous, et les deux étoiles ajoutées au dessin en 1912.

Les tirages ne sont souvent pas une indication précise de la rareté relative. Les pièces restées dans les coffres des banques aux États-Unis sont fondues après 1933 ; les pièces dans les coffres des banques à l'étranger ne le sont pas. Des millions de double eagles, des Liberty Head et Saint-Gaudens, sont rapatriés à des fins numismatiques et d'investissement une fois que cela est légal. Par exemple, le double eagle Saint-Gaudens de 1924 est autrefois considéré comme rare bien que 4 323 500 exemplaires soient frappés ; lorsque la Monnaie propose une liste de pièces disponibles au prix facial plus les frais de port en 1932, le 1924 ne figure pas sur cette liste. De grandes quantités de pièces de 1924 sont trouvées dans les coffres des banques européennes, et aujourd'hui l'exemplaire 1924 est l'un des plus courants de la série. En revanche, le 1925-S a 3 776 500 frappes, mais peu sont libérés ou exportés, restant dans les coffres du Trésor et des banques, mais disponibles auprès du Trésor au prix facial en 1932. Moins d'un millier sont connus ; l'un, en condition presque parfaite (classé MS-67), est vendu en 2005 pour 287 500 $.